# Bazzania loricata
Bazzania loricata là một loài rêu tản trong họ Lepidoziaceae. Loài này được (Reinw., Blume & Nees) Trevis. miêu tả khoa học lần đầu tiên năm 1877.